# Roger Lafontant
Pour les articles homonymes, voir Lafontant.
Roger Lafontant, né en 1931 à Port-au-Prince (Haïti), où il meurt assassiné le 30 septembre 1991, est un ancien chef des Tontons macoutes, et ministre de Jean-Claude Duvalier, est aussi le chef des putschistes lors du coup d'État de 1991.

## Biographie
Roger Lafontant commence comme militant duvaliériste sous le régime dictatorial de François Duvalier. Étudiant en médecine, il fonde le corps des tontons macoutes soutien indéfectible au régime des Duvalier père et fils.

### Parcours politique
En novembre 1972, il devient ministre de l’Intérieur et de la Défense nationale de Jean-Claude Duvalier puis est écarté en raison de ses ambitions personnelles. Lafontant est alors envoyé comme consul à Montréal. Il revient en août 1983 et est nommé ministre d’État de l’Intérieur et de la Défense nationale une seconde fois.
En 1986, avec la chute de Jean-Claude Duvalier, il part à nouveau pour l’exil en République dominicaine. Il réapparaît le 7 juillet 1990 pour se lancer dans la course à la présidence à la tête de l’Union pour la Réconciliation Nationale. La radio Liberté, fondée par des nostalgiques de l'ère duvaliériste, soutient la candidature de Lafontant sur les bandes FM et AM. Sa candidature est finalement rejetée par le Conseil électoral provisoire (CEP). Le 18 juillet 1990, un mandat d'arrêt est lancé contre lui à la suite d'une procédure judiciaire à son encontre. Malgré les rappels à la loi auprès des autorités militaires, Lafontant n'est pas arrêté.
Pendant le déroulement démocratique des élections générales de 1990-1991 à Haïti, Roger Lafontant tente un coup de force durant la nuit du 6 au 7 janvier 1991. Tandis que Roger Lafontant affirme avoir le soutien de l’armée, le général Hérard Abraham et le haut commandement militaire condamnent immédiatement le coup de force. Dans un communiqué à la population, le général Hérard Abraham évoque, lundi matin, la mutinerie d’un groupe « à la solde de Roger Lafontant » ayant pris en otage la présidente provisoire de la République, Ertha Pascal-Trouillot « après l’avoir forcée à démissionner ». Le général Abraham affirme alors que « les forces armées d’Haïti, fidèles à leur mission constitutionnelle, » condamnent cet « acte de terrorisme » et prennent « toutes les dispositions pour que la situation revienne à la normale ». Il appelle « la population à garder son calme ».
La communauté internationale ainsi que l'Organisation des États américains condamnent la tentative de renversement du gouvernement provisoire d'Haïti. Le jour même du coup d'État, le Conseil permanent de l'OEA tient une réunion d'urgence pour discuter de la situation à Haïti et décide de soutenir le gouvernement provisoire. Quelque 75 personnes perdent la vie et plus de 150 autres sont blessés lors des violences qui éclatent à Port-au-Prince lors de cette tentative de coup d'État. Roger Lafontant est arrêté avec une quinzaine de complices soldats et miliciens membres des tontons macoutes.
Incarcéré au pénitencier national de Port-au-Prince, il est jugé pour crime contre la sûreté de l'État et condamné à perpétuité. Dans la nuit du 29 au 30 septembre 1991, soir du coup d'état militaire qui renverse le président Jean-Bertrand Aristide, Lafontant est assassiné dans sa cellule dans des circonstances non clarifiées.

## Vie Privée
Roger Lafontant est le mari de Gisèle Bertrand et de Gladys Murad. Il a  quatre enfants : Maxime Bertrand,Esther Lafontant, Marie Catherine Lafontant, Anémone Lafontant.